# Styx (band)
Styx er et amerikansk rockband fra Chicago, Illinois, der blev dannet i 1972. Gruppen udgav deres debutalbum samme år og fik deres gennembrud i 1977 med albummet The Grand Illusion. Andre bemærkelsesværdige albums inkluderer Equinox (1975), Paradise Theater (1981) og Kilroy Was Here (1983). Deres mest succesfulde single er Babe fra 1979, som findes på albummet Cornerstone.
Bandets historie går helt tilbage til 1961, hvor de først var kendt under navnet The Tradewinds. I 1966 ændrede bandet navn til TW4, og i 1972 tog de navnet Styx, som de har beholdt siden.

## Diskografi
- Styx (1972)
- Styx II (1973)
- The Serpent Is Rising (1973)
- Man of Miracles (1974)
- Equinox (1975)
- Crystal Ball (1976)
- The Grand Illusion (1977)
- Pieces of Eight (1978)
- Cornerstone (1979)
- Paradise Theatre (1981)
- Kilroy Was Here (1983)
- Edge of the Century (1990)
- Brave New World (1999)
- Cyclorama (2003)
- Big Bang Theory (2005)
- The Mission (2017)
- Crash of the Crown (2021)
- Circling from Above (2025)